# Ал Азизия
Ал Азизия (арабски: العزيزيه ) е град, административен център на община Ал Джфара в Либия, разположен е в северозападната част на страната на 55 км югоизточно от Триполи.
Това е най-големият търговски център на района. Към 2006 г. населението на града се оценява на над 23 399 души. По данни от 2008 г. населението на Ал Азизия наброява 310 329 жители.
Ал Азизия държи рекорда за най-високо измерена температура на сянка. На 13 септември 1922 г. там са измерени 58 градуса по Целзий, но този рекорд беше счетен за нелегитимен през 2012 г. след разследване от СМО.